# Епидавър
Епидавър (на гръцки: Επίδαυρος, Епѝдаврос) е древногръцки полис на Сароническия залив. Градът заемал двугърбия полуостров Ниси, който се намира непосредствено до съвременното селище Палиа Епидаврос.

## Местоположение
Разположен на морския бряг западно от остров Егина, градът заедно с прилежащите около него райони образувал античната област Епидаврия, която имала приблизителна площ 473 km2.
Западната граница на Епидаврия е планината Арахнио, откъдето започва Арголида. Епидаврийци притежавали земи по бреговете на Арголидския залив, вероятно в района на съвременното селище Ирия (Ίρια), но са нямали пристанище там. На юг Епидаврия граничила със земите на античните полиси Троизен и Метана.

## История

### Гръко-персийски войни
Епидавър участва на гръцка страна по вода и суша в Гръко-персийските войни, а името му е увековечено на Змийската колона в храма на Аполон в Делфи и в Олимпия. През август 480 г. пр. Хр. дава осем триреми за битката при Артемизион в критичния за елините момент докато Леонид защитава Термопилите, а месец по-късно участва с десет триреми в битката при Саламин – ключов етап от войната, в който обединените сили на Елада разгромяват флота на Великия цар и обръщат хода на персийската инвазия. На следващата година Епидавър се включва с 800 бойци в решителната Битка при Платея, с което окончателно неутрализира непосредствената персийска заплаха за полисите в Архипелага.

### Пелопонески войни
След края на гръко-персийските войни елинският свят посреща пентеконтаетията (на гръцки: πεντηκονταετία) – петдесетилетието, през което непоклатимия военен авторитет на Спарта е разклатен от растящата мощ на атиняни. Двете сили заедно със своите съюзници се изправят една срещу друга в серия от малки конфликти. В едно такова сражение Епидавър през 460 г. пр. Хр. заедно с коринтяните успешно защитава Халиейс от рейд на атинския флот. През 435 г. пр. Хр. отново подкрепя Коринт с пет триреми в спора им с Коркира заради общата колония Епидамн, днешен Драч (Дуръс) в Албания.
Пентеконтаетията завършва с Пелопонеските войни – поляризиран конфликт между съюзените около Спарта полиси в Пелопонеския съюз и Атина, зад която стои Делоския съюз. В това противопоставяне Епидавър традиционно стои на страната на Спарта.
Заемащ стратегическо средищно положение между Арголида и Сароническия залив, Епидавър воюва с Атина притиснат в гръб от неутрален Аргос. Локална сила в Пелопонес през архаичния период на Елада, Аргос често предизвиква Спарта на бойното поле докато през 494 пр. Хр. не понася съкрушителна загуба при битката при Сепея. Тя обезкървила Арголида в течение на едно поколение и довела до фундаментални промени в самата тъкан на аргоското общество, както и в отношенията на полиса с останалите градове от елинския свят. Аргосци стоят настрана по време на гръко-персийските войни и пентеконтаетията, и заемат атинска страна едва след като силите им са възстановени, а увереността в мощта на съюзника им е непоклатима.
След 430 г. пр. Хр. Епидаврия е опустошавана многократно от атиняни и аргосци. През 419-418 г. пр. Хр. Аргос и Епидавър воюват заради жертва, която епидавърци дължали на храма на Аполон Питейски. През 418 г. пр. Хр. в битката при Мантинея съюзени аргосци и атиняни  блокират Епидавър с оградна стена, но след договорка между Лакедемон и Аргос нападателите разрушават стената и се оттеглят.
Пелопонеският съюз взема превес след неуспеха на Атина в обсадата на  Сиракуза, а Епидавър взема все по-дейно участие в мобилизацията на Пелопонеската флота. След като през 405 г. пр. Хр. Лисандър унищожава атинския флот при решителната битка при Егос потами на Хелеспонта и слага край на Пелопонеските войни, Епидавър вдига статуя на предводителя на ескадрата си в Делфи.

### Епидавър след Пелопонеските войни
Епидавър участва в битката при Немея през 394 г. пр. Хр. в съюз със спартанците и остава верен на Спарта дори след загубата при Левктра (371 г. пр. Хр.).
През 369 г. пр. Хр. Епаминонд опустошава Епидаврия, но не успява да завземе града. Същата година Епидавър сключва алианс с Атина заедно със Спарта и други полиси от стария Пелопонески съюз, но през 366 г. пр. Хр. името на полиса се споменава като съюзник на Тива.
Спарта и Епидавър пазят неутралитет в битката при Херонея през 338 г. пр. Хр., но скоро след това Епидавър бива подчинен на Аргос и допуска аргоска клерухия в земите си. След смъртта на Александър Велики Епидавър е сред полисите, които участват във въстание срещу управлението на Македон.

## Светилището на Асклепий
Епидавър е известен и със светилището си, разположено на около 8 километра от града и със своя театър. Култът към Асклепий датира от 6 век пр.н.е.